# Educação infantil

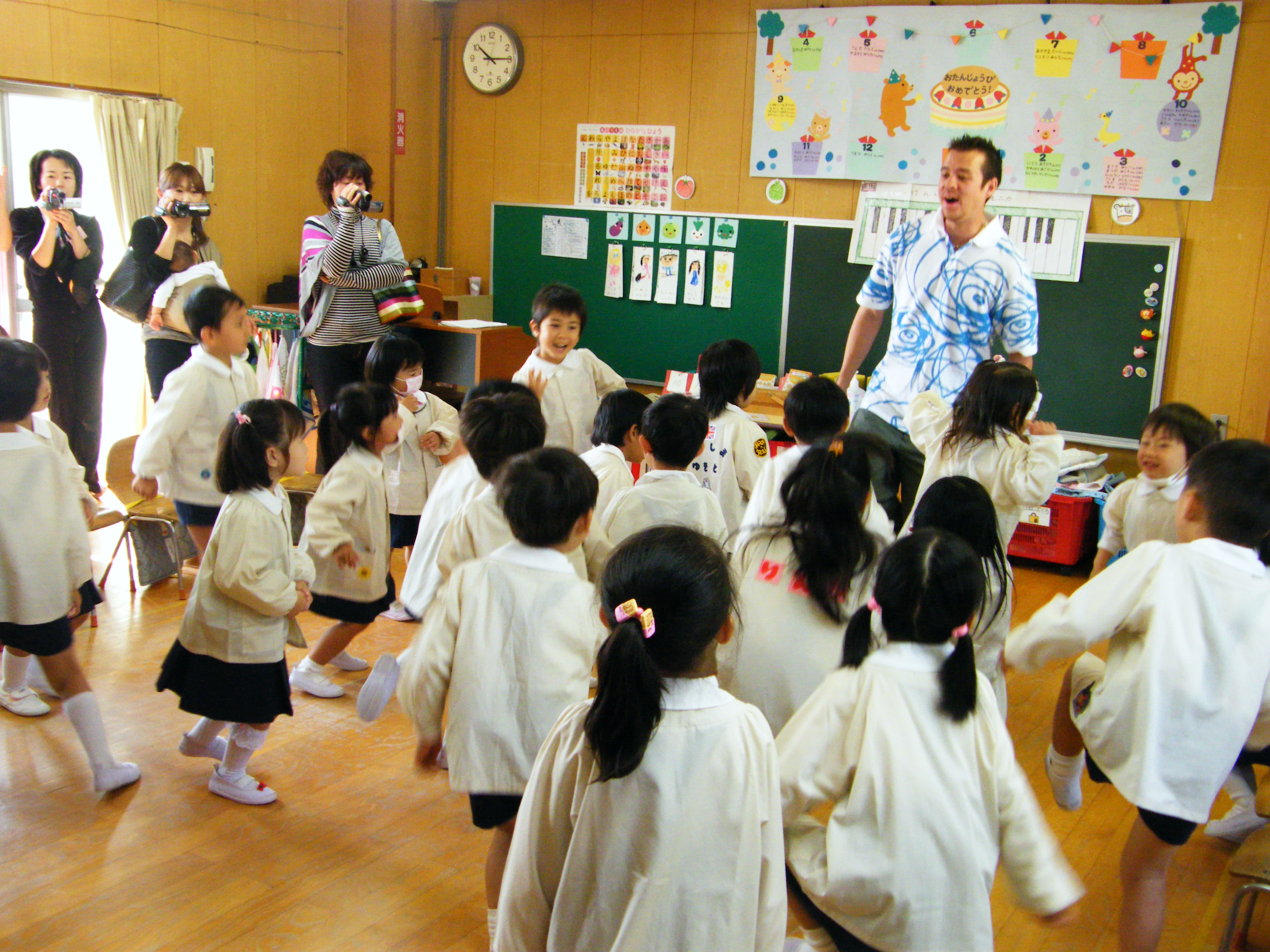
Crianças em um jardim de infância no Japão

A educação infantil consiste na educação de crianças, com idades entre 0 e 5 anos (entre 0 e 6 anos de idade para nascidos no segundo semestre). Neste tipo de educação, as crianças são estimuladas - através de atividades lúdicas, brincadeiras e jogos - a exercitar as suas capacidades e potencialidades emocionais, sociais, físicas, motoras, cognitivas e a fazer exploração, experimentação e descobertas.
Internacionalmente, a educação infantil corresponde normalmente o nível 0 definido pela ISCED. Contudo, em alguns sistemas educativos, este tipo de educação pode incluir a que é ministrada a crianças de idade inferior a três anos, portanto a um nível inferior ao do ISCED 0.
A educação infantil é ministrada em estabelecimentos educativos divididos nas modalidades creches e pré-escolas. A educação infantil é obrigatória a partir dos quatro anos, sendo um direito da criança que o Estado é obrigado a disponibilizar o espaço e os educadores de forma pública. Existem, também, diversas instituições privadas que oferecem o serviço de educação infantil no Brasil.

## Origem da educação infantil no Mundo
Os estudos de Philippe Ariès trouxeram para o campo da Educação Infantil, a concepção histórica de infância, ou seja, a teoria de que a ideia de infância e de criança nem sempre foram as mesmas e também não são inatas, e sim culturais e temporais. Portanto, as sociedades medievais entendiam a infância apenas como um frágil período da vida, em que as crianças, consideradas mini adultos, precisavam de ajuda em algumas atividades cotidianas, até que aprendessem a realizá-las sozinhas. Já a partir do século XVII, as famílias passam a se organizar justamente em torno das crianças nascidas, já entendendo a infância como uma etapa específica da vida, que necessita de certa atenção (KOHAN, 2005). Até então, a aprendizagem dos pequenos não era institucionalizada e se dava através da convivência com os adultos, além disso, as interações eram deliberadas, não havendo limite de idade para determinados assuntos. 
Com o avanço do entendimento dos conceitos de criança e de infância, a educação também mudou seus objetivos: nos primeiros anos de vida, era preciso preservar e disciplinar as crianças antes que elas iniciassem o convívio social. Com isso, essa passou também a ser uma área de estudos, com o intuito de facilitar o trabalho de controle e disciplinamento. 
O modelo atual de escola, surge apenas na modernidade, adequado com as relações de poder do período, mas ainda com o intuito de disciplinar. Para isso, individualiza e generaliza o estudante ao mesmo tempo.

## Educação infantil no Brasil

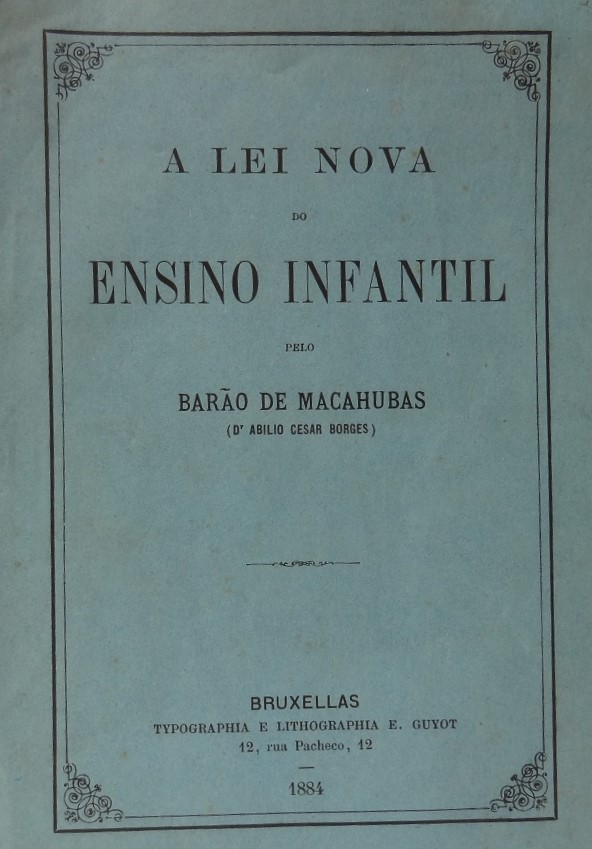
Livro sobre ensino infantil no Brasil em 1884 escrito pelo Barão de Macaúbas

O histórico da Educação Infantil brasileira é permeado de avanços, retrocessos, lutas e conquistas. Alinhado com o desenvolvimento inerente à consolidação de pautas sociais, a estruturação de políticas voltadas à Educação Infantil evidencia a constante fragilidade pertencente ao debate relacionado ao direito das crianças. A princípio, as creches e os jardins de infância exerciam o papel de instituições destinadas, em uma perspectiva assistencialista, ao atendimento de crianças. A educação não visava a emancipação e a autonomia da criança, mas sim os seus cuidados médicos, higiênicos e nutricionais. 
No Brasil, por volta da década de 1970, com o aumento do número de fábricas, iniciaram-se os movimentos de mulheres e os de luta por creches, resultado da necessidade de um lugar para os filhos da massa operária. Foi então que surgiram as creches, com um foco totalmente assistencialista, visando apenas o “cuidar”. Foram, em geral, as feministas intelectualizadas de classe média, e que eram contra a ditadura, que passaram a pesquisar sobre a infância e assessorar os governos progressistas que, atendendo às reivindicações populares, prometiam creches nas suas campanhas eleitorais. Pode se considerar que o atendimento a crianças de 0 a 3 anos foi tardio, comparado a criação dos Jardins de Infância, que atendiam as crianças de 4 a 6 anos, e quando foi conquistado, era um direito da família, mais específico da mulher que precisava e/ou desejava agora trabalhar, e estava distante de ser um direito da criança por educação. 
A invisibilidade do estatuto social das crianças e dos bebês construiu imagens de infância que por muito tempo obscureceram suas potencialidades (Sarmento, 2007). No campo da educação, é possível identificar a repercussão desse fato histórico no (des)lugar dos bebês na educação infantil — seja em nível macro, com a sua ausência no âmbito das políticas públicas, seja em nível micro, com a sua expressão em vivências nas instituições pautadas pela não participação dos bebês (Gobbato & Barbosa, 2017)
Como conquista, na Constituição Federal de 1988, a educação das crianças de 0 a 6 anos, concebida, muitas vezes, como amparo e assistência, passou a figurar como direito do cidadão e dever do Estado, numa perspectiva educacional, em resposta aos movimentos sociais em defesa dos direitos das crianças. Nesse contexto, a proteção integral às crianças deve ser assegurada, com absoluta prioridade, pela família, pela sociedade e pelo poder público. A Lei afirma, portanto, o dever do Estado com a educação das crianças de 0 a 6 anos de idade. A inclusão da creche no capítulo da educação explicita a função eminentemente educativa desta, da qual é parte intrínseca a função do cuidar. Essa inclusão constitui um ganho, sem precedentes, na história da Educação Infantil em nosso país. No mesmo período, em 1990, o direito ao atendimento em creches e pré-escolas foi também assegurado no ECA (Estatuto da Criança e do Adolescente), Lei federal 8069/90. A partir daqui, é evidente o entendimento de que frequentar a escola desde a primeira infância é um direito da criança e não apenas da família, mesmo que ainda não se tenha muitas direções de como essa educação deve ser. 
Posteriormente, entramos em um período de debate em torno da Lei de Diretrizes e Bases da Educação Nacional (LDB), que se estendeu até meados da década de 90. Sem a aprovação da LDB, a lei maior, o Ministério da Educação em conjunto com outros segmentos define uma política nacional para educação infantil, propondo a criação de uma Comissão Nacional de Educação Infantil (CNEI), que a visão de formular e implementar políticas na área, atuando de 1993 a 1996. Em 1994, aconteceu a Conferência Nacional de Educação para Todos, e um dos eventos preparatórios à conferência foi o I Simpósio Nacional de Educação Infantil, que aprovou a Política Nacional de educação Infantil, com o apoio da CNEI.
Em 1996, a Lei de Diretrizes e Bases da Educação Nacional – LDB evidenciou a importância da Educação Infantil, que passou a ser considerada como primeira etapa da Educação Básica, deixando de lado seu aspecto assistencial e assumindo o caráter pedagógico . Dessa forma, afirma Machado (2002), o trabalho pedagógico com a criança de 0 a 6 anos adquiriu reconhecimento e ganhou uma dimensão mais ampla no sistema educacional: atender às especificidades do desenvolvimento das crianças dessa faixa etária e contribuir para a construção e o exercício de sua cidadania. É então que surge a necessidade da formação de profissionais da Educação Infantil, em nível superior e não mais apenas em nível técnico. Mesmo que tenha sido um processo lento, é a “derrubada” do magistério como formação suficiente para atuação na área. 
Enfim, a Educação Infantil constrói-se historicamente no Brasil como direito ao espaço público, à qualidade de relacionamento com os bebês e as crianças pequenas, no contra ponto em relação às práticas domésticas e políticas marcadas pelo improviso. Privatização, educação domiciliar e arranjos deste tipo significam um grave retrocesso. No passado e no presente, é importante observar o direito à educação pública, ao cuidado com o modo de relacionamento aos bebês, o que implica promover a profissionalização das professoras também como direito à formação.

### Legislação
No Brasil considera-se como educação infantil o período da vida escolar em que se atende, pedagogicamente, crianças com idade entre 0 e 6 anos. A Lei de Diretrizes e Bases da Educação Nacional chama o equipamento educacional que atende crianças de 0 a 3 anos de "creche" e o equipamento educacional que atende crianças de 4 e 6 anos de "pré-escola". Na educação infantil, a avaliação deve ser feita mediante acompanhamento e registro do desenvolvimento individual da criança, sem o objetivo de promoção, mesmo para o acesso ao ensino fundamental.
Recentes medidas legais modificaram o atendimento das crianças pré-escola, pois alunos com seis anos de idade devem obrigatoriamente estar matriculados no primeiro ano do ensino fundamental. O dispositivo legal que traz as modificações citadas é o Projeto de Lei n.º 144/2005, aprovado pelo Senado em 25 de janeiro de 2006, e que resultou na lei n.º 11.274/06, que estabelece a duração mínima de 9 (nove) anos para o ensino fundamental, com matrícula obrigatória a partir dos 6 (seis) anos de idade. Essa medida teve o ano de 2010 como prazo para ser implantada pelos Municípios, Estados e Distrito Federal, fazendo com que a pré-escola, assim, atenda a crianças de 4 e 5 anos de idade. Esta lei foi alterada pela lei de número 12.796. Como novidade, o texto muda o artigo 6.º tornando "dever dos pais ou responsáveis efetuar a matrícula das crianças na educação básica a partir dos 4 anos de idade".
Há, contudo, que se considerar que a obrigatoriedade da matrícula de crianças não é suficiente para garantir condições de acesso igualitárias à educação infantil, pois os avanços no que se refere a oferta de educação infantil no Brasil, ainda é fortemente marcada por desigualdades de acesso em relação a diversos fatores, tais como: faixa etária; etnia/cor; localização, urbana ou rural; renda familiar e ainda a escolaridade dos pais ou responsáveis, especialmente da mãe. Para além disso, nas creches (0 a 3 anos) o atendimento continua passível de sofrer com defasagens, já que o número de vagas ofertadas continua sendo insuficiente. As razões para isso se resumem a destinação dos recursos para o segmento em que há a obrigatoriedade de matrícula, mas também podem ser de caráter valorativo, julgando a importância ou não do atendimento educacional de bebês.
Como fomento ao desenvolvimento das creches no país, o Plano Nacional da Educação (PNE) prevê em sua Meta 1 que o percentual de atendimento à população de 0 a 3 anos atinja 50% até o final de sua vigência. Entretanto, além do direito à ampliação das vagas na creche, na direção do que institui o PNE, é necessário garantir o cuidado como direito público e os direito dos bebês aos ambientes públicos e coletivos de socialização, escuta, diálogo, atenção, para além da esfera doméstica e privada.

### Situação atual
No censo escolar de 2009, 18,4% da população de 0 a 3 anos estavam matriculados em creches. No censo de 2011, na pré-escola, cerca de 80% dos brasileiros de 4 e 5 anos estavam na escola, mas ainda há uma demanda grande a ser atendida. Em São Paulo (SP), por exemplo, 125 mil crianças esperam por uma vaga em creche e 42 mil na pré-escola. O último Censo Escolar (2013) indica um aumento de 7,5% na oferta de vagas para crianças entre 0 e 3 anos.

## A Educação Infantil como espaço de aprendizagem
No entendimento atual de Educação Infantil como um direito da criança de 0 a 6 anos à educação, é importante retomar a fala de Faria (1999), ao defender que “a criança não é uma abstração, mas um ser produtor e produto da história e da cultura”. Os novos paradigmas englobam e transcendem a história, a antropologia, a sociologia e a própria psicologia resultando em uma perspectiva que define a criança como ser competente para interagir e produzir cultura no meio em que se encontra. Tiriba (2005), relata que a intenção de aliar uma concepção de criança à qualidade dos serviços educacionais a ela oferecidos implica atribuir um papel específico à pedagogia desenvolvida nas instituições pelos profissionais de Educação Infantil. Captar necessidades que bebês evidenciam antes que consigam falar, observar suas reações e iniciativas, interpretar desejos e motivações são habilidades que profissionais de Educação Infantil precisam desenvolver, ao lado do estudo das diferentes áreas de conhecimento que incidem sobre essa faixa etária, a fim de subsidiar de modo consistente as decisões sobre as atividades desenvolvidas, o formato de organização do espaço, do tempo, dos materiais e dos agrupamentos de crianças. 
Segundo Zabalza (1998), três finalidades básicas podem nos mostrar como é possível uma Educação Infantil de qualidade: 1. Uma escola para a criança: a atenção é concentrada na identidade da criança, na sua condição de sujeito de direitos diversos, na consciência de si mesma, na íntima relação com a sua família e a sua cultura de origem. 2. Uma escola das experiências e dos conhecimentos: a atenção concentra-se em alguns conteúdos significativos da experiência – a educação linguística, motora, musical e científica. 3. Uma escola baseada na participação e integrada com a comunidade: presta-se muita atenção à relação com as famílias e à gestão social e também à consciência de desejar obter uma comunidade educadora, onde a autonomia é a construção da capacidade de agir e de estar bem sozinho e de viver relações solidárias com os outros.

### BNCC
Outro marco, recentemente postulado, para a evolução da educação infantil no Brasil foi a sua implementação na última versão da Base Nacional Comum Curricular (BNCC), divulgada em 2017. O documento estabelece referências e diretrizes para as instituições de ensino no que diz respeito à elaboração dos currículos escolares e propostas pedagógicas para todos os ciclos da educação básica. A BNCC reconhece as creches e pré-escolas como ambientes fundamentais no processo de desenvolvimento da criança visto que, muitas vezes, são a primeira separação dos pequenos com os seus vínculos familiares. Sendo assim, as instituições de ensino de educação infantil têm, como principal objetivo, ampliar o universo de experiências, conhecimentos e habilidades das crianças, diversificando e consolidando novas aprendizagens, atuando de maneira complementar à educação familiar. O documento aborda também a importância do brincar nos primeiros anos de vida da criança e estabelece seis direitos de aprendizagem e desenvolvimento na educação infantil:
- Convivência;
- Brincadeiras;
- Participação;
- Exploração;
- Expressão;
- Autoconhecimento.

## Educação pré-escolar em Portugal
Em Portugal, segundo a Lei de Bases do Sistema Educativo, o sistema educativo compreende a educação pré-escolar, além da educação escolar e da educação extra-escolar. A educação pré-escolar, no seu aspecto formativo, é complementar e ou supletiva da ação educativa da família, com a qual estabelece estreita cooperação.
A educação pré-escolar corresponde exatamente ao nível de educação 0 definido pela ISCED.
São seus objetivos: estimular as capacidades de cada criança e favorecer a sua formação e o desenvolvimento equilibrado de todas as suas potencialidades, contribuir para a estabilidade e segurança afetivas da criança, favorecer a observação e a compreensão do meio natural e humano para melhor integração e participação da criança, desenvolver a formação moral da criança e o sentido da responsabilidade, associado ao da liberdade, fomentar a integração da criança em grupos sociais diversos, complementares da família, tendo em vista o desenvolvimento da sociabilidade, desenvolver as capacidades de expressão e comunicação da criança, assim como a imaginação criativa, e estimular a atividade lúdica, incutir hábitos de higiene e de defesa da saúde pessoal e coletiva e proceder à despistagem de inadaptações, deficiências ou precocidades e promover a melhor orientação e encaminhamento da criança.
A educação pré-escolar é facultativa e destina-se às crianças com idades compreendidas entre os três anos e a idade de ingresso no ensino básico. Através da Lei n.º 85/2009 de 27 de agosto, a educação pré-escolar das crianças a partir dos cinco anos de idade tornou-se universal, ficando o Estado obrigado a garantir uma rede de estabelecimentos que permita a inscrição de todas as crianças abrangidas.
A rede de educação pré-escolar é constituída por instituições próprias, de iniciativa da administração central, regional ou local e de outras entidades, coletivas ou individuais, designadamente associações de pais e de moradores, organizações cívicas e confessionais, organizações sindicais e de empresa e instituições de solidariedade social.
O estabelecimentos públicos de educação pré-escolar são designados "jardins-de-infância". Os jardins-de-infância podem funcionar em separado ou anexos a escolas do ensino básico.